# The Sweet/Diskografie
Diese Diskografie ist eine Übersicht über die musikalischen Werke der britischen Glam-Rock-Band The Sweet und ihrer Ableger wie Andy Scott’s Sweet. Den Quellenangaben und Schallplattenauszeichnungen zufolge verkaufte sie bisher mehr als 15,6 Millionen Tonträger, davon alleine in ihrer Heimat über 1,3 Millionen. Ihre erfolgreichsten Veröffentlichungen sind die Singles Co-Co und Fox on the Run mit jeweils über zwei Millionen verkauften Einheiten. Alle Charthits bis einschließlich Turn It Down im Jahr 1974 wurden vom Songwriter-Duo Mike Chapman und Nicky Chinn geschrieben. Alle weiteren Hitparadenerfolge der 1970er Jahre schrieb das Quartett aus Middlesex selbst.
In Deutschland zählt die Band mit ihren acht Nummer-eins-Hits zu den erfolgreichsten Interpreten der Singlecharts. Bis 1982 rangierte die Band auf Rang zwei der Interpreten mit den meisten Nummer-eins-Hits in Deutschland, lediglich die Beatles hatten bis dato mehr Nummer-eins-Erfolge (11). Zunächst zogen Boney M. im Jahre 1979 gleich, 1980 folgten ABBA, die zwei Jahre später mit einem weiteren Nummer-eins-Hit vorbeizogen, womit Boney M. und The Sweet fortan an dritter Stelle rangierten. Diesen Platz in der ewigen Rangliste belegten sie bis 2019, als die beiden Rapper Capital Bra und Samra an ihnen vorbeizogen. Seitdem rangieren sie auf dem fünften Platz der Interpreten mit den meisten Nummer-eins-Hits in Deutschland. Mit 36 Wochen an der Chartspitze belegt die Band den sechsten Rang, was die längste Verweildauer an ebendieser betrifft. Darüber hinaus zählt die Band mit 16 Top-10-Erfolgen zu den Interpreten mit den meisten Top-10-Hits in Deutschland.

## Alben

### Studioalben
| Jahr | Titel Musiklabel                                | Höchstplatzierung, Gesamtwochen/‑monate, AuszeichnungChartplatzierungen (Jahr, Titel, Musiklabel, Platzierungen, Wochen/Monate, Auszeichnungen, Anmerkungen) | Höchstplatzierung, Gesamtwochen/‑monate, AuszeichnungChartplatzierungen (Jahr, Titel, Musiklabel, Platzierungen, Wochen/Monate, Auszeichnungen, Anmerkungen) | Höchstplatzierung, Gesamtwochen/‑monate, AuszeichnungChartplatzierungen (Jahr, Titel, Musiklabel, Platzierungen, Wochen/Monate, Auszeichnungen, Anmerkungen) | Höchstplatzierung, Gesamtwochen/‑monate, AuszeichnungChartplatzierungen (Jahr, Titel, Musiklabel, Platzierungen, Wochen/Monate, Auszeichnungen, Anmerkungen) | Höchstplatzierung, Gesamtwochen/‑monate, AuszeichnungChartplatzierungen (Jahr, Titel, Musiklabel, Platzierungen, Wochen/Monate, Auszeichnungen, Anmerkungen) | Anmerkungen                                                |
| Jahr | Titel Musiklabel                                | DE | AT | CH | UK | US | Anmerkungen                                                |
| ---- | ----------------------------------------------- | --- | --- | --- | --- | --- | ---------------------------------------------------------- |
| 1971 | Funny How Sweet Co-Co Can Be RCA Records        | — | — | — | — | — | Erstveröffentlichung: 26. November 1971                    |
| 1974 | Sweet Fanny Adams RCA Records                   | DE2 (2½ Mt.)DE | AT6 (3 Mt.)AT | — | UK27 Gold · (2 Wo.)UK | — | Erstveröffentlichung: April 1974 Verkäufe: + 100.000       |
| 1974 | Desolation Boulevard RCA Records                | DE9 (2 Mt.)DE | — | — | UK— SilberUK | US25 Gold · (44 Wo.)US | Erstveröffentlichung: 1. November 1974 Verkäufe: + 610.000 |
| 1976 | Give Us a Wink RCA Records                      | DE9 (1 Mt.)DE | — | — | — | US27 (13 Wo.)US | Erstveröffentlichung: 16. Februar 1976                     |
| 1977 | Off the Record RCA Records                      | DE11 (2 Mt.)DE | AT5 (1 Mt.)AT | — | — | US151 (4 Wo.)US | Erstveröffentlichung: April 1977                           |
| 1978 | Level Headed Polydor                            | DE15 (1½ Mt.)DE | AT17 (1 Mt.)AT | — | — | US52 (28 Wo.)US | Erstveröffentlichung: Januar 1978                          |
| 1979 | Cut Above the Rest Polydor                      | DE49 (2 Wo.)DE | — | — | — | US151 (5 Wo.)US | Erstveröffentlichung: März 1979                            |
| 1980 | Water’s Edge auch bekannt als: Sweet VI Polydor | — | — | — | — | — | Erstveröffentlichung: April 1980                           |
| 1982 | Identity Crisis Polydor                         | — | — | — | — | — | Erstveröffentlichung: November 1982                        |
| 1992 | A SPV Records                                   | — | — | — | — | — | Erstveröffentlichung: 1992                                 |
| 2002 | SweetLife Delicious Records                     | — | — | — | — | — | Erstveröffentlichung: 29. April 2002                       |
| 2012 | New York Connection Selbstverlag                | — | — | — | — | — | Erstveröffentlichung: 27. April 2012                       |
| 2024 | Full Circle Metalville                          | DE19 (1 Wo.)DE | AT38 (1 Wo.)AT | CH30 (1 Wo.)CH | — | — | Erstveröffentlichung: 20. September 2024                   |

grau schraffiert: keine Chartdaten aus diesem Jahr verfügbar

### Livealben
| Jahr | Titel Musiklabel                                                                   | Höchstplatzierung, Gesamtwochen/‑monate, AuszeichnungChartplatzierungen (Jahr, Titel, Musiklabel, Platzierungen, Wochen/Monate, Auszeichnungen, Anmerkungen) | Höchstplatzierung, Gesamtwochen/‑monate, AuszeichnungChartplatzierungen (Jahr, Titel, Musiklabel, Platzierungen, Wochen/Monate, Auszeichnungen, Anmerkungen) | Höchstplatzierung, Gesamtwochen/‑monate, AuszeichnungChartplatzierungen (Jahr, Titel, Musiklabel, Platzierungen, Wochen/Monate, Auszeichnungen, Anmerkungen) | Höchstplatzierung, Gesamtwochen/‑monate, AuszeichnungChartplatzierungen (Jahr, Titel, Musiklabel, Platzierungen, Wochen/Monate, Auszeichnungen, Anmerkungen) | Höchstplatzierung, Gesamtwochen/‑monate, AuszeichnungChartplatzierungen (Jahr, Titel, Musiklabel, Platzierungen, Wochen/Monate, Auszeichnungen, Anmerkungen) | Anmerkungen                            |
| Jahr | Titel Musiklabel                                                                   | DE | AT | CH | UK | US | Anmerkungen                            |
| ---- | ---------------------------------------------------------------------------------- | --- | --- | --- | --- | --- | -------------------------------------- |
| 1975 | Strung Up RCA Records                                                              | DE17 (1 Mt.)DE | AT10 (1 Mt.)AT | — | — | — | Erstveröffentlichung: November 1975    |
| 1989 | Live at the Marquee SPV Records                                                    | — | — | — | — | — | Erstveröffentlichung: 1. November 1989 |
| 1995 | Alive & Giggin’! Pseudonym Records                                                 | — | — | — | — | — | Erstveröffentlichung: 1995             |
| 2003 | 100% Live 2003 auch bekannt als: Glitz Blitz & Hitz – Live in Concert Selbstverlag | — | — | — | — | — | Erstveröffentlichung: 2003             |
| 2011 | 100% Live 2010 Selbstverlag                                                        | — | — | — | — | — | Erstveröffentlichung: 2011             |
| 2012 | Live in Denmark ’76 Cleopatra Records                                              | — | — | — | — | — | Erstveröffentlichung: 1. Mai 2012      |
| 2018 | The Rainbow – Live Sony Music                                                      | — | — | — | — | — | Erstveröffentlichung: 25. Mai 2018     |

grau schraffiert: keine Chartdaten aus diesem Jahr verfügbar

### Kompilationen (Auswahl)
In folgende Aufstellung beinhaltet eine Auswahl von Kompilationen der Band. Die Aufstellung beinhaltet nur Tonträger, die in der offiziellen Band-Diskografie auf der Band-Homepage gelistet sind, Chartplatzierungen erreichten oder mit Gold und Platin ausgezeichnet wurden. Des Weiteren erschienen eine Vielzahl an regionalen und unautorisierten Veröffentlichungen.
| Jahr | Titel Musiklabel                                             | Höchstplatzierung, Gesamtwochen/‑monate, AuszeichnungChartplatzierungen (Jahr, Titel, Musiklabel, Platzierungen, Wochen/Monate, Auszeichnungen, Anmerkungen) | Höchstplatzierung, Gesamtwochen/‑monate, AuszeichnungChartplatzierungen (Jahr, Titel, Musiklabel, Platzierungen, Wochen/Monate, Auszeichnungen, Anmerkungen) | Höchstplatzierung, Gesamtwochen/‑monate, AuszeichnungChartplatzierungen (Jahr, Titel, Musiklabel, Platzierungen, Wochen/Monate, Auszeichnungen, Anmerkungen) | Höchstplatzierung, Gesamtwochen/‑monate, AuszeichnungChartplatzierungen (Jahr, Titel, Musiklabel, Platzierungen, Wochen/Monate, Auszeichnungen, Anmerkungen) | Höchstplatzierung, Gesamtwochen/‑monate, AuszeichnungChartplatzierungen (Jahr, Titel, Musiklabel, Platzierungen, Wochen/Monate, Auszeichnungen, Anmerkungen) | Anmerkungen                                               |
| Jahr | Titel Musiklabel                                             | DE | AT | CH | UK | US | Anmerkungen                                               |
| ---- | ------------------------------------------------------------ | --- | --- | --- | --- | --- | --------------------------------------------------------- |
| 1972 | The Sweet’s Biggest Hits Bell Records • RCA Records          | DE30 (½ Mt.)DE | — | — | — | — | Erstveröffentlichung: Dezember 1972                       |
| 1973 | The Sweet Bell Records                                       | — | — | — | — | US191 (4 Wo.)US | Erstveröffentlichung: Juli 1973                           |
| 1981 | Teenage Rampage Starcall Records                             | — | — | — | — | — | Erstveröffentlichung: 1981 Verkäufe: + 20.000             |
| 1984 | Sweet 16 – It’s … It’s … Sweet’s Hits Anagram Records        | — | — | — | UK49 (6 Wo.)UK | — | Erstveröffentlichung: September 1984                      |
| 1987 | Hard Centers – The Rock Years Zebra Records                  | — | — | — | — | — | Erstveröffentlichung: 1987                                |
| 1988 | Starke Zeiten Ariola                                         | DE26 (9 Wo.)DE | — | — | — | — | Erstveröffentlichung: März 1988                           |
| 1993 | Gold – 20 Superhits Ariola / BMG Records                     | DE44 (9 Wo.)DE | — | — | — | — | Erstveröffentlichung: Oktober 1993                        |
| 1995 | Ballroom Hitz Polygram                                       | — | — | — | UK15 Silber · (6 Wo.)UK | — | Erstveröffentlichung: 26. Oktober 1995 Verkäufe: + 60.000 |
| 1995 | Platinum Rare Repertoire Records                             | — | — | — | — | — | Erstveröffentlichung: 1995                                |
| 1995 | Glitz, Blitz & Hitz CNR Records                              | — | — | — | — | — | Erstveröffentlichung: 1995                                |
| 1998 | Sweet Originals BMG Records                                  | — | — | — | — | — | Erstveröffentlichung: 30. November 1998                   |
| 1999 | The Greatest Hits Brilliant Records                          | — | — | — | UK— SilberUK | — | Erstveröffentlichung: 8. November 1999 Verkäufe: + 60.000 |
| 2002 | Chronology Delicious Records                                 | — | — | — | — | — | Erstveröffentlichung: 30. September 2002                  |
| 2005 | The Very Best of Sweet Sony BMG                              | — | — | — | UK72 (1 Wo.)UK | — | Erstveröffentlichung: 25. Oktober 2005                    |
| 2012 | The Hits Selbstverlag                                        | — | — | — | — | — | Erstveröffentlichung: 2012                                |
| 2015 | Action – The Ultimate Story RCA Records                      | DE17 (6 Wo.)DE | — | — | — | — | Erstveröffentlichung: 18. September 2015                  |
| 2018 | The Lost Singles – The Non Album Hits and B-Sides Sony Music | DE50 (1 Wo.)DE | — | — | — | — | Erstveröffentlichung: 25. Mai 2018                        |
| 2022 | Greatest Hitz 1969–1978 BMG Rights Management                | DE53 (1 Wo.)DE | — | — | — | — | Erstveröffentlichung: 7. Oktober 2022                     |

grau schraffiert: keine Chartdaten aus diesem Jahr verfügbar

## Singles
| Jahr | Titel Album                                                      | Höchstplatzierung, Gesamtwochen/‑monate, AuszeichnungChartplatzierungen (Jahr, Titel, Album, Platzierungen, Wochen/Monate, Auszeichnungen, Anmerkungen) | Höchstplatzierung, Gesamtwochen/‑monate, AuszeichnungChartplatzierungen (Jahr, Titel, Album, Platzierungen, Wochen/Monate, Auszeichnungen, Anmerkungen) | Höchstplatzierung, Gesamtwochen/‑monate, AuszeichnungChartplatzierungen (Jahr, Titel, Album, Platzierungen, Wochen/Monate, Auszeichnungen, Anmerkungen) | Höchstplatzierung, Gesamtwochen/‑monate, AuszeichnungChartplatzierungen (Jahr, Titel, Album, Platzierungen, Wochen/Monate, Auszeichnungen, Anmerkungen) | Höchstplatzierung, Gesamtwochen/‑monate, AuszeichnungChartplatzierungen (Jahr, Titel, Album, Platzierungen, Wochen/Monate, Auszeichnungen, Anmerkungen) | Anmerkungen                                                                     |
| Jahr | Titel Album                                                      | DE | AT | CH | UK | US | Anmerkungen                                                                     |
| ---- | ---------------------------------------------------------------- | --- | --- | --- | --- | --- | ------------------------------------------------------------------------------- |
| 1968 | Slow Motion Club                                                 | — | — | — | — | — | Erstveröffentlichung: 19. Juli 1968                                             |
| 1969 | Lollipop Man Gimme Dat Ding                                      | — | — | — | — | — | Erstveröffentlichung: 5. September 1969                                         |
| 1969 | All You’ll Ever Get from Me Gimme Dat Ding                       | — | — | — | — | — | Erstveröffentlichung: 23. Januar 1970                                           |
| 1970 | Get on the Line Gimme Dat Ding                                   | — | — | — | — | — | Erstveröffentlichung: 12. Juni 1970                                             |
| 1971 | Funny, Funny Funny Funny How Sweet Co-Co Can Be                  | DE5 (21 Wo.)DE | — | — | UK13 (14 Wo.)UK | — | Erstveröffentlichung: 29. Januar 1971 Verkäufe: + 1.000.000                     |
| 1971 | Co-Co Funny Funny How Sweet Co-Co Can Be                         | DE1 (27 Wo.)DE | — | CH1 (14 Wo.)CH | UK2 (15 Wo.)UK | US99 (2 Wo.)US | Erstveröffentlichung: 4. Juni 1971 Verkäufe: + 2.000.000                        |
| 1971 | Alexander Graham Bell The Sweet’s Biggest Hits                   | DE24 (11 Wo.)DE | — | — | UK33 (5 Wo.)UK | — | Erstveröffentlichung: 1. Oktober 1971                                           |
| 1972 | Poppa Joe The Sweet’s Biggest Hits                               | DE3 (22 Wo.)DE | — | CH2 (14 Wo.)CH | UK11 (12 Wo.)UK | — | Erstveröffentlichung: 28. Januar 1972 Verkäufe: + 1.000.000                     |
| 1972 | Little Willy The Sweet’s Biggest Hits                            | DE1 (20 Wo.)DE | — | CH2 (12 Wo.)CH | UK4 (14 Wo.)UK | US3 Gold · (23 Wo.)US | Erstveröffentlichung: 19. Mai 1972 Verkäufe: + 1.500.000                        |
| 1972 | Wig-Wam Bam The Sweet’s Biggest Hits                             | DE1 (24 Wo.)DE | AT5 (3 Mt.)AT | CH2 (14 Wo.)CH | UK4 (13 Wo.)UK | — | Erstveröffentlichung: 1. September 1972 Verkäufe: + 1.000.000                   |
| 1973 | Block Buster! The Sweet featuring “Little Willy” & “Blockbuster” | DE1 (20 Wo.)DE | AT1 (5 Mt.)AT | CH3 (13 Wo.)CH | UK1 (15 Wo.)UK | US73 (7 Wo.)US | Erstveröffentlichung: 5. Januar 1973 Verkäufe: + 1.000.000                      |
| 1973 | Hell Raiser The Sweet featuring “Little Willy” & “Blockbuster”   | DE1 (19 Wo.)DE | AT4 (1 Mt.)AT | CH3 (14 Wo.)CH | UK2 (11 Wo.)UK | — | Erstveröffentlichung: 27. April 1973 Verkäufe: + 1.000.000                      |
| 1973 | The Ballroom Blitz Sweet Singles Album                           | DE1 (20 Wo.)DE | AT5 (3 Mt.)AT | CH3 (11 Wo.)CH | UK2 Silber · (9 Wo.)UK | US5 (25 Wo.)US | Erstveröffentlichung: 14. September 1973 Verkäufe: + 1.000.000                  |
| 1974 | Teenage Rampage Sweet Singles Album                              | DE1 Gold · (18 Wo.)DE | AT16 (2 Mt.)AT | CH2 (12 Wo.)CH | UK2 Silber · (8 Wo.)UK | — | Erstveröffentlichung: 11. Januar 1974 Verkäufe: + 1.500.000                     |
| 1974 | The Six Teens Desolation Boulevard                               | DE4 (19 Wo.)DE | AT9 (1 Mt.)AT | CH6 (7 Wo.)CH | UK9 (7 Wo.)UK | — | Erstveröffentlichung: 5. Juli 1974                                              |
| 1974 | Turn It Down Desolation Boulevard                                | DE4 (18 Wo.)DE | AT14 (1 Mt.)AT | — | UK41 (2 Wo.)UK | — | Erstveröffentlichung: 29. Oktober 1974                                          |
| 1975 | Fox on the Run Desolation Boulevard                              | DE1 (25 Wo.)DE | AT3 (5 Mt.)AT | CH3 (11 Wo.)CH | UK2 Silber · (10 Wo.)UK | US5 Gold · (16 Wo.)US | Erstveröffentlichung: 7. März 1975 Verkäufe: + 2.000.000                        |
| 1975 | Action Give Us a Wink                                            | DE2 (20 Wo.)DE | AT3 (2 Mt.)AT | CH4 (11 Wo.)CH | UK15 (6 Wo.)UK | US20 (14 Wo.)US | Erstveröffentlichung: Juni 1975 Verkäufe: + 1.500.000                           |
| 1976 | The Lies in Your Eyes Give Us a Wink                             | DE5 (18 Wo.)DE | AT17 (1 Mt.)AT | — | UK35 (4 Wo.)UK | — | Erstveröffentlichung: 9. Januar 1976                                            |
| 1976 | Lost Angels / Funk It Up (David’s Song) Off the Record           | DE13 (18 Wo.)DE | AT11 (1 Mt.)AT | — | — | US88 (5 Wo.)US | Erstveröffentlichung: 29. September 1976                                        |
| 1977 | Fever of Love Off the Record                                     | DE9 (14 Wo.)DE | AT12 (2 Mt.)AT | — | — | — | Erstveröffentlichung: 12. Februar 1977                                          |
| 1977 | Stairway to the Stars Off the Record                             | DE15 (10 Wo.)DE | — | — | — | — | Erstveröffentlichung: 12. Juli 1977                                             |
| 1978 | Love is like Oxygen Level Headed                                 | DE10 (18 Wo.)DE | AT23 (1 Mt.)AT | CH6 (10 Wo.)CH | UK9 Silber · (10 Wo.)UK | US8 (25 Wo.)US | Erstveröffentlichung: 6. Januar 1978 Verkäufe: + 250.000                        |
| 1978 | California Nights Level Headed                                   | DE23 (5 Wo.)DE | — | — | — | US76 (14 Wo.)US | Erstveröffentlichung: 4. Juni 1978                                              |
| 1979 | Call Me Cut Above the Rest                                       | DE29 (6 Wo.)DE | — | — | — | — | Erstveröffentlichung: 1. März 1979                                              |
| 1979 | Big Apple Waltz Cut Above the Rest                               | — | — | — | — | — | Erstveröffentlichung: 31. August 1979                                           |
| 1980 | Give the Lady Some Respect Waters Edge                           | — | — | — | — | — | Erstveröffentlichung: 4. April 1980                                             |
| 1980 | Sixties Man Waters Edge                                          | — | — | — | — | — | Erstveröffentlichung: 4. Oktober 1980                                           |
| 1985 | It’s … It’s … the Sweet Mix –                                    | — | — | — | UK45 (6 Wo.)UK | — | Erstveröffentlichung: Dezember 1984                                             |
| 1985 | Sweet 2th – The Wigwam Willy Mix –                               | — | — | — | UK85 (2 Wo.)UK | — | Erstveröffentlichung: April 1985                                                |
| 1988 | Love Is like Oxygen (Live) Live at the Marquee                   | — | — | — | — | — | Erstveröffentlichung: 1988                                                      |
| 1991 | X-Ray-Specs The Answer                                           | — | — | — | — | — | Erstveröffentlichung: 1991                                                      |
| 1992 | Stand Up A                                                       | — | — | — | — | — | Erstveröffentlichung: 1992                                                      |
| 1992 | Am I Ever Gonna See Your Face Again A                            | — | — | — | — | — | Erstveröffentlichung: 1992                                                      |
| 2002 | Do it All Over Again SweetLife                                   | — | — | — | — | — | Erstveröffentlichung: Juli 2002                                                 |
| 2012 | Join Together New York Connection                                | — | — | — | — | — | Erstveröffentlichung: 2012                                                      |
| 2015 | Defender Action – The Ultimate Story                             | — | — | — | — | — | Erstveröffentlichung: 25. September 2015                                        |
| 2015 | Still Got the Rock Action – The Ultimate Story                   | — | — | — | — | — | Erstveröffentlichung: 13. November 2015                                         |
| 2021 | Set Me Free Sweet Fanny Adams                                    | — | — | — | — | — | Erstveröffentlichung: 5. März 2021                                              |
| 2021 | Everything Full Circle                                           | — | — | — | — | — | Erstveröffentlichung: 15. Oktober 2021                                          |
| 2021 | Let It Snow –                                                    | — | — | — | — | — | Erstveröffentlichung: 24. Dezember 2021 Original: Vaughn Monroe & His Orchestra |
| 2022 | Jump the Fence Live at the Marquee                               | — | — | — | — | — | Erstveröffentlichung: 18. Februar 2022                                          |
| 2022 | You Spin Me Right Round (Like a Record) New York Groove Plus     | — | — | — | — | — | Erstveröffentlichung: 20. Mai 2022 Original: Dead or Alive                      |
| 2023 | Don’t Bring Me Water Full Circle                                 | — | — | — | — | — | Erstveröffentlichung: 6. Januar 2023                                            |
| 2023 | Changes Full Circle                                              | — | — | — | — | — | Erstveröffentlichung: 30. Juni 2023                                             |
| 2024 | Burning Like a Falling Star Full Circle                          | — | — | — | — | — | Erstveröffentlichung: 28. Juni 2024                                             |

grau schraffiert: keine Chartdaten aus diesem Jahr verfügbar

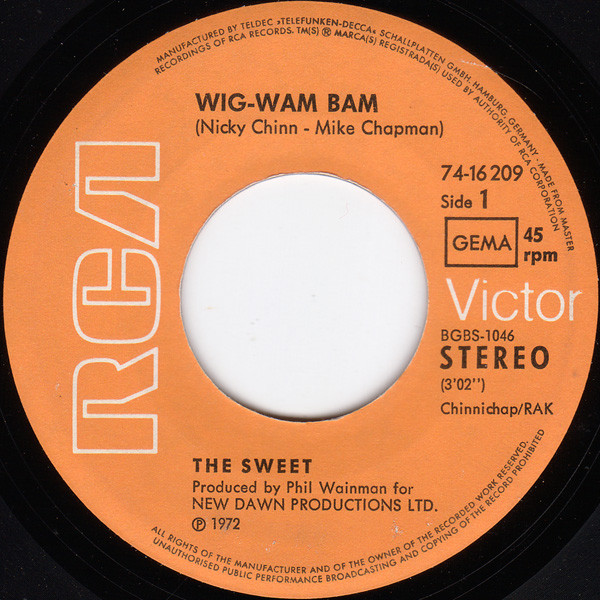
Label zu Wig-Wam Bam

## Videoalben
| Jahr | Titel Musiklabel                                  | Höchstplatzierung, Gesamtwochen, AuszeichnungChartplatzierungen (Jahr, Titel, Musiklabel, Platzierungen, Wochen, Auszeichnungen, Anmerkungen) | Höchstplatzierung, Gesamtwochen, AuszeichnungChartplatzierungen (Jahr, Titel, Musiklabel, Platzierungen, Wochen, Auszeichnungen, Anmerkungen) | Höchstplatzierung, Gesamtwochen, AuszeichnungChartplatzierungen (Jahr, Titel, Musiklabel, Platzierungen, Wochen, Auszeichnungen, Anmerkungen) | Höchstplatzierung, Gesamtwochen, AuszeichnungChartplatzierungen (Jahr, Titel, Musiklabel, Platzierungen, Wochen, Auszeichnungen, Anmerkungen) | Höchstplatzierung, Gesamtwochen, AuszeichnungChartplatzierungen (Jahr, Titel, Musiklabel, Platzierungen, Wochen, Auszeichnungen, Anmerkungen) | Anmerkungen                              |
| Jahr | Titel Musiklabel                                  | DE | AT | CH | UK | US | Anmerkungen                              |
| ---- | ------------------------------------------------- | --- | --- | --- | --- | --- | ---------------------------------------- |
| 1989 | Ballroom Blitz Castle Hendring                    | — | — | — | — | — | Erstveröffentlichung: 1989               |
| 1989 | Live at the Marquee Sound & Vision                | — | — | — | — | — | Erstveröffentlichung: 1. November 1989   |
| 1993 | Gold Jeepster                                     | — | — | — | — | — | Erstveröffentlichung: Oktober 1993       |
| 2002 | The Definitive Collection Carinco                 | — | — | — | — | — | Erstveröffentlichung: 2002               |
| 2003 | Sweetlike – Most Famous Hits Medusa Entertainment | — | — | — | — | — | Erstveröffentlichung: 2003               |
| 2003 | Here and Now Waterfall Studios                    | — | — | — | — | — | Erstveröffentlichung: 19. August 2003    |
| 2004 | Glitz, Blitz & Hitz Wienerworld                   | — | — | — | — | — | Erstveröffentlichung: 28. Februar 2004   |
| 2004 | The Greatest Hits Delta Music                     | — | — | — | — | — | Erstveröffentlichung: 2004               |
| 2005 | Sweetlive MCP Records                             | — | — | — | — | — | Erstveröffentlichung: 1. Juli 2005       |
| 2005 | The Very Best Of Wienerworld                      | — | — | — | — | — | Erstveröffentlichung: 26. September 2005 |
| 2007 | Video Collection 1971–1980 No Remorse Records     | — | — | — | — | — | Erstveröffentlichung: 2007               |
| 2015 | Action – The Ultimate Story RCA Records           | — | AT3 (2 Wo.)AT | CH2 (6 Wo.)CH | — | — | Erstveröffentlichung: 18. September 2015 |
| 2015 | Finale – Live in Berlin 2015 Stuff Records        | — | — | — | — | — | Erstveröffentlichung: 18. Dezember 2015  |

## Boxsets
| Jahr | Titel Musiklabel                                                | Höchstplatzierung, Gesamtwochen, AuszeichnungChartplatzierungen (Jahr, Titel, Musiklabel, Platzierungen, Wochen, Auszeichnungen, Anmerkungen) | Höchstplatzierung, Gesamtwochen, AuszeichnungChartplatzierungen (Jahr, Titel, Musiklabel, Platzierungen, Wochen, Auszeichnungen, Anmerkungen) | Höchstplatzierung, Gesamtwochen, AuszeichnungChartplatzierungen (Jahr, Titel, Musiklabel, Platzierungen, Wochen, Auszeichnungen, Anmerkungen) | Höchstplatzierung, Gesamtwochen, AuszeichnungChartplatzierungen (Jahr, Titel, Musiklabel, Platzierungen, Wochen, Auszeichnungen, Anmerkungen) | Höchstplatzierung, Gesamtwochen, AuszeichnungChartplatzierungen (Jahr, Titel, Musiklabel, Platzierungen, Wochen, Auszeichnungen, Anmerkungen) | Anmerkungen                              |
| Jahr | Titel Musiklabel                                                | DE | AT | CH | UK | US | Anmerkungen                              |
| ---- | --------------------------------------------------------------- | --- | --- | --- | --- | --- | ---------------------------------------- |
| 1995 | Hannover Sessions Pseudonym Records                             | — | — | — | — | — | Erstveröffentlichung: 1995               |
| 2017 | Are You Ready? – The RCA Era Sony Music                         | DE61 (1 Wo.)DE | — | — | — | — | Erstveröffentlichung: 14. April 2017     |
| 2017 | Sensational (Chapter One: The Wild Bunch) Sony Music            | DE28 (2 Wo.)DE | — | — | — | — | Erstveröffentlichung: 10. November 2017  |
| 2017 | The Polydor Albums Capitol Records / Caroline Records / Polydor | — | — | — | — | — | Erstveröffentlichung: 1. Dezember 2017   |
| 2020 | The Ultimate Collection BMG Records                             | — | — | — | UK49 (2 Wo.)UK | — | Erstveröffentlichung: 25. September 2020 |

## Promoveröffentlichungen
| Jahr | Titel Album                                        | Anmerkungen                                                             |
| ---- | -------------------------------------------------- | ----------------------------------------------------------------------- |
| 1970 | The Juicer Gimme Dat Ding                          | Erstveröffentlichung: 1970                                              |
| 1972 | Santa Monica Sunshine Funny How Sweet Co-Co Can Be | Erstveröffentlichung: 1972                                              |
| 1973 | I’m On My Way Club                                 | Erstveröffentlichung: 19. März 1973                                     |
| 1973 | It’s Lonely Out There Club                         | Erstveröffentlichung: 17. Juni 1973                                     |
| 1973 | Paperback Writer The Sweet Anthology               | Erstveröffentlichung: 8. Dezember 1973 Original: The Beatles            |
| 1974 | Peppermint Twist Sweet Fanny Adams                 | Erstveröffentlichung: 15. März 1974 Original: Joey Dee & the Starliters |
| 1976 | 4th of July Give Us a Wink                         | Erstveröffentlichung: 2. April 1976                                     |
| 1978 | Air on ‘A’ Tape Loop Level Headed                  | Erstveröffentlichung: 30. Oktober 1978                                  |
| 1979 | Mother Earth Cut Above the Rest                    | Erstveröffentlichung: 15. Juni 1979                                     |
| 1994 | Tom Tom Turnaround Funny How Sweet Co-Co Can Be    | Erstveröffentlichung: 12. Dezember 1994 Original: New World             |
| 1998 | Are You Coming to See Me Desolation Boulevard      | Erstveröffentlichung: 12. Dezember 1998 Verkäufe: 500 (limitiert)       |
| 1999 | Allright Now –                                     | Erstveröffentlichung: 1999 Original: Free                               |
| 2010 | I Saw Her Standing There –                         | Erstveröffentlichung: 10. April 2010 Original: The Beatles              |

## Sonderveröffentlichungen
| Jahr | Titel Musiklabel         | Anmerkungen                                                           |
| ---- | ------------------------ | --------------------------------------------------------------------- |
| 1970 | Gimme Dat Ding EMI Music | Erstveröffentlichung: Dezember 1970 Split-Kompilation mit The Pipkins |
| 1973 | Club Ariola              | Erstveröffentlichung: 1973 Split-Kompilation mit Middle of the Road   |

## Statistik

### Chartauswertung
|                     | DE     | AT    | CH    | UK    | US    |
| ------------------- | ------ | ----- | ----- | ----- | ----- |
| Nummer-eins-Alben   | DE—DE  | AT—AT | CH—CH | UK—UK | US—US |
| Top-10-Alben        | DE3DE  | AT3AT | CH—CH | UK—UK | US—US |
| Alben in den Charts | DE16DE | AT5AT | CH1CH | UK5UK | US6US |

|                       | DE     | AT     | CH     | UK     | US    |
| --------------------- | ------ | ------ | ------ | ------ | ----- |
| Nummer-eins-Singles   | DE8DE  | AT1AT  | CH1CH  | UK1UK  | US—US |
| Top-10-Singles        | DE16DE | AT7AT  | CH12CH | UK10UK | US4US |
| Singles in den Charts | DE21DE | AT13AT | CH12CH | UK18UK | US9US |

|                          | DE    | AT    | CH    | UK    | US    |
| ------------------------ | ----- | ----- | ----- | ----- | ----- |
| Nummer-eins-Videoalben   | DE—DE | AT—AT | CH—CH | UK—UK | US—US |
| Top-10-Videoalben        | DE—DE | AT1AT | CH1CH | UK—UK | US—US |
| Videoalben in den Charts | DE—DE | AT1AT | CH1CH | UK—UK | US—US |

### Auszeichnungen für Musikverkäufe
| Goldene Schallplatte - Australien - 1982: für das Album Teenage Rampage - Kanada - 1976: für die Single Fox on the Run - 1976: für das Album Desolation Boulevard - 1976: für die Single The Ballroom Blitz |

Anmerkung: Auszeichnungen in Ländern aus den Charttabellen bzw. Chartboxen sind in ebendiesen zu finden.
| Land/RegionAuszeichnungen für Musikverkäufe (Land/Region, Auszeichnungen, Verkäufe, Quellen) | Silber     | Gold       | Platin | Verkäufe  | Quellen         |
| -------------------------------------------------------------------------------------------- | ---------- | ---------- | ------ | --------- | --------------- |
| Australien (ARIA)                                                                            | —          | Gold1      | —      | 20.000    | Einzelnachweise |
| Deutschland (BVMI)                                                                           | —          | Gold1      | —      | 500.000   | Taurus Press    |
| Kanada (MC)                                                                                  | —          | 3× Gold3   | —      | 200.000   | musiccanada.com |
| Vereinigte Staaten (RIAA)                                                                    | —          | 3× Gold3   | —      | 2.500.000 | riaa.com        |
| Vereinigtes Königreich (BPI)                                                                 | 6× Silber6 | 2× Gold2   | —      | 1.320.000 | bpi.co.uk       |
| Insgesamt                                                                                    | 6× Silber6 | 10× Gold10 | —      |           |                 |